# Kőváry-ház
A kolozsvári Kőváry-ház műemlék épület Romániában, Kolozs megyében. Az épület a Petrechevich-Horvath-házzal szemközt, a str. Daicoviciu Constantin 1. szám alatt, a Víz (Roosevelt) utca sarkán található. A romániai műemlékek jegyzékében a CJ-II-m-B-07300 sorszámon szerepel.

## Története
Az épületet a 19. század elején emelték, az 1840-es évek elején szállodaként működött. 1848-ban az országgyűlési követek szálláshelyeként szolgált. Ebben az épületben lakott ötven évig Kőváry László történész, Erdély átfogó történetének szerzője; feltehetőleg 1854-ben kötött házasságakor költözött ide. Egyes források szerint 1862 és 1864 között itt szerkesztette a Korunk című politikai lapot. 1918-ban Kővári özvegye, Knausz Johanna emléktáblát állíttatott a házra.

## Leírása
Az egy emeletes, klasszicista stílusút épületen az ablakok feletti téglalap alakú mezőket akantuszok, a kapuoszlopokat empire ízlésű vázák díszítik. A Víz utcai homlokzaton fekete márvány emléktábla található, amelynek felirata:
| ITT ÉLT ÉS IRTA ERDÉLY ÉS MAGYARORSZÁG TÖRTÉNETÉT DR. UJTORDAI KEŐVÁRY LÁSZLÓ TÖRTÉNETÍRÓ A MAGYAR TUD. AKADÉMIA TAGJA STB. SZ. 1819 – MEGH. 1907 |